# Hebrus obscurus
Hebrus obscurus är en insektsart som beskrevs av Polhemus och Chapman 1966. Hebrus obscurus ingår i släktet Hebrus och familjen vitmosseskinnbaggar. Inga underarter finns listade i Catalogue of Life.